# Барич (Радомщанський повіт)
Барич (пол. Barycz) — село в Польщі, у гміні Житно Радомщанського повіту Лодзинського воєводства.
Населення — 35 осіб (2011).
У 1975-1998 роках село належало до Ченстоховського воєводства.

## Демографія
Демографічна структура станом на 31 березня 2011 року:
|          | Загалом | Допрацездатний вік | Працездатний вік | Постпрацездатний вік |
| -------- | ------- | ------------------ | ---------------- | -------------------- |
| Чоловіки | 17      | 4                  | 10               | 3                    |
| Жінки    | 18      | 5                  | 10               | 3                    |
| Разом    | 35      | 9                  | 20               | 6                    |